# دیخور
دیخور روستای کوچکی است از از توابع بخش کوخرد شهرستان بستک و در غرب استان هرمزگان در جنوب ایران.
این روستا در دروازه دیخور و زیر بهر دیخور واقع شده‌است.

## محدوده دیخور
روستای دیخور از طرف شمال روستای بربار، از طرف جنوب مهران، از طرف مغرب کوه، و از طرف مشرق به پر احمد منتهی می‌شود.

## موقعیت
جمعیت این روستا به دامپروری مشغول هستند.
پیرامون ۱۰۰ اصله نخل و نیز چشمه کوچکی در روستا وجود دارد. دیخور همچنین دارای ۲ باب آب‌انبار برکه و یک باب مدرسه و یک مسجد است.
سد کوچکی در روستا وجود دارد که حوالی ۴ ماه آب باران در خود نگه می‌دارد، آب این سد برای آشامیدن گوسفندها و آبیاری نخلها استفاده می‌شود.

## جمعیت
جمعیت این روستا بر اساس سرشماری سال ۱۳۸۵ جمعیت آن ۶۳ نفر (۱۲ خانوار)
بوده‌است.

## پیشه
پیشه مردم این روستا دامداری است، همچنین از کوهای اطراف روستای خود گیاهان داروئی جمع‌آوری می‌کنند و در دهات نزدیک خود می‌فروشند و از این راه امرار معاش می‌کنند.
برای آگاهی بیشتر مراجعه کنید به کتاب به یاد کوخرد

## تصاویر

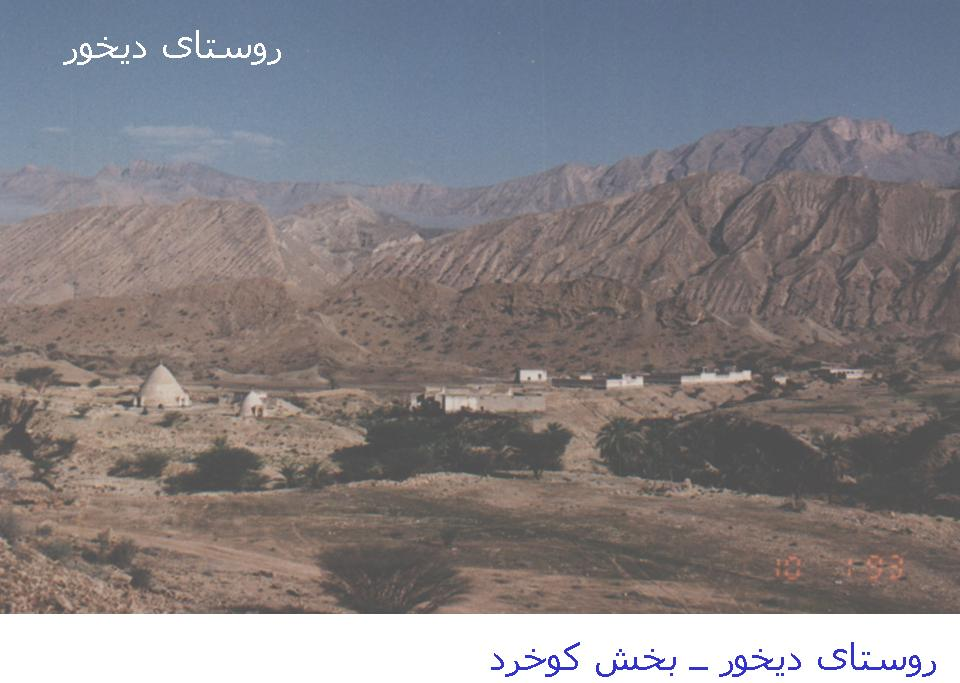
دیخور